# Banceu
|  | Cal no confondre aquest personatge amb Bageu, noble persa del segle vi aC |

Banceu o Bageu  (grec antic: Βαγαῖος, Bagaîos o Βαγκαῖος Bangaîos) fou un noble i militar persa germanastre del sàtrapa Farnabazos II.
És esmentat per Xenofont com a comandant d'un cos de cavalleria que, en un enfrontament menor a un lloc a prop de la ciutat de Dascílion, va derrotar a la cavalleria d'Agesilau II en el primer any de la invasió d'Àsia (396 aC).